# Горяйново (Вологодская область)
Горяйново — деревня в Кирилловском районе Вологодской области.
Входит в состав Липовского сельского поселения, с точки зрения административно-территориального деления — в Липовский сельсовет.
Расстояние до районного центра Кириллова по автодороге — 7 км, до центра муниципального образования Вогнемы по прямой — 15 км. Ближайшие населённые пункты — Шумилово, Миняево, Липово.
По данным переписи в 2002 году постоянного населения не было.